# Code 37 (film)
Code 37 is een Belgische film van Jakob Verbruggen uit 2011. De film kwam er na het succes van de gelijknamige televisieserie Code 37 op VTM. De filmmuziek werd verzorgd door de Intergalactic Lovers in samenwerking met Piet De Ridder. Net zoals in de serie zijn de hoofdrollen voor Veerle Baetens, Michael Pas, Marc Lauwrys en Gilles De Schryver. De opnames liepen van 21 maart 2011 tot en met 27 april 2011. De film ging op 26 oktober 2011 in première. De film werd daarna herwerkt tot een dubbelaflevering genaamd De Nachtwacht.

## Rolverdeling
| Acteur               | Personage          | Opmerkingen                          |
| -------------------- | ------------------ | ------------------------------------ |
| Veerle Baetens       | Hannah Maes        | Personage uit televisiereeks Code 37 |
| Marc Lauwrys         | Charles Ruiters    | Personage uit televisiereeks Code 37 |
| Gilles De Schryver   | Kevin Desmet       | Personage uit televisiereeks Code 37 |
| Michael Pas          | Bob De Groof       | Personage uit televisiereeks Code 37 |
| Geert Van Rampelberg | Koen Verberk       | Personage uit televisiereeks Code 37 |
| Jurgen Delnaet       | Vincent Manteau    |                                      |
| Ben Segers           | Mark Vermaelen     | Personage uit televisiereeks Code 37 |
| Carry Goossens       | Robert Maes        | Personage uit televisiereeks Code 37 |
| Manou Kersting       | Ramses             |                                      |
| Nathalie Meskens     | Elise Taelman      |                                      |
| Peter De Graef       | Daniël Devucht     |                                      |
| Maaike Neuville      | Roos De Vlieger    |                                      |
| Aline Van Hulle      | Phaedra De Vlieger |                                      |
| Karlijn Sonderen     | Elke Goeman        |                                      |
| Mark Verstraete      | Archivaris         | Personage uit televisiereeks Code 37 |

## Extra
- Opvallend was dat Code 37 tijdens zijn openingsdag The Adventures of Tintin klopte in Vlaanderen. Hij haalde meer dan 8000 bezoekers op de eerste avond. Alleen Loft deed als Vlaamse film beter.
- De soundtrack werd verzorgd door de Belgische groep Intergalactic Lovers.

## Ontvangst
De critici waren maar matig enthousiast. Vooral het zwakke verhaal was het minpunt van de film. Voorts werd de film regelmatig vergeleken met David Finchers' Se7en door de donkere grauwe sfeer. Die werd wel geprezen, naast de goede acteerprestaties van de cast. Op IMDB scoort de film een matige 5,7/10 en op Moviemeter een 2,94/5.